# Archidiecezja Louisville
Archidiecezja Louisville (łac. Archidioecesis Ludovicopolitana, ang. Archdiocese of Louisville) – diecezja rzymskokatolicka z siedzibą w Louisville, w stanie Kentucky, Stany Zjednoczone.
Obejmuje terytorialnie, wchodzące w skład metropolii Louisville, stany Kentucky i Tennessee.
Archikatedrą diecezjalną jest katedra Wniebowzięcia Najświętszej Maryi Panny.

## Historia
Diecezja powstała w roku 1808, kiedy diecezja Bardstown, wraz z diecezjami w Bostonie, Nowym Jorku i Filadelfii, została wydzielona z terytorium diecezji Baltimore, pierwszej katolickiej diecezji w USA.
Papież Benedykt XVI, w kwietniu 2008 roku, wziął udział w obchodach 200 rocznicy powstania tych diecezji i wyniesienia diecezji Baltimore do rangi archidiecezji.
Diecezja Louisville jest jedną z najstarszych diecezji w Stanach Zjednoczonych. Najstarszą jest archidiecezja Nowy Orlean, założona w 1793 roku przez Hiszpanów.
W 1841 roku, diecezja została przeniesiona z Bardstown do Louisville, stając się diecezją Louisville. Diecezja Louisville została wyniesiona w 1937 roku do rangi archidiecezji Louisville i została metropolią dla wszystkich diecezji w Kentucky i Tennessee. Obecnie są trzy dekanaty: Elizabethtown, Libanon i Bardstown.

## Poprzedni ordynariusze

### Biskupi
- Benedict Joseph Flaget (1808–1832)
- John Baptist Mary David (1832–1833)
- Benedict Joseph Flaget (1833–1850)
- Martin John Spalding (1850–1864)
- Peter Joseph Lavialle (1865–1867)
- William George McCloskey (1868–1909)
- Denis O’Donaghue (1910–1924)
- John A. Floersh|John Alexander Floersh (1924–1937)

### Arcybiskupi
- John Alexander Floersh (1937–1967)
- Thomas Joseph McDonough (1967–1981)
- Thomas Kelly, OP (1981–2007)
- Joseph Kurtz (2007-2022)
- Shelton Fabre (od 2022)